# Luciano Suriani
Luciano Suriani (Atessa, 11 gennaio 1957) è un arcivescovo cattolico italiano, dal 2022 nunzio apostolico in Bulgaria e Macedonia del Nord.

## Biografia

### Formazione e ministero sacerdotale
Conclusi gli studi istituzionali di teologia e filosofia presso il Seminario di Chieti, è stato ordinato sacerdote il 5 agosto 1981: ha proseguito la sua formazione presso la Pontificia Università Lateranense, dove si è licenziato in teologia nel 1983.
Ha prestato servizio pastorale presso le parrocchie di Fallo, Civitaluparella e Atessa.
Nel 1986 è stato ammesso alla Pontificia Accademia Ecclesiastica e nel 1990 ha conseguito il dottorato in diritto canonico presso la Pontificia Università Lateranense: entrato nel servizio diplomatico della Santa Sede, ha lavorato presso le nunziature apostoliche in Costa d'Avorio, Burkina Faso, Niger, Svizzera e Liechtenstein.
Tra il 1995 e il 2004 ha prestato servizio presso la Segreteria di Stato, dove ha lavorato a stretto contatto con il cardinale Jean-Louis Tauran, ed è stato poi consigliere della Rappresentanza Pontificia in Italia e San Marino; nel 2002 gli è stato concesso il titolo di prelato d'onore di Sua Santità.
Secondo L'Espresso avrebbe partecipato alla copertura della cosiddetta lobby gay, in particolare nel caso del nunzio dell'Uruguay durante i primi anni Duemila mons. Battista Ricca, coinvolto in uno scandalo sessuale.
Sarebbe vicino al movimento ecclesiale dei focolarini.

### Ministero episcopale
Il 22 febbraio 2008 papa Benedetto XVI lo ha elevato alla dignità arcivescovile assegnandogli la sede titolare di Amiterno e lo ha nominato nunzio apostolico in Bolivia: il cardinale Tarcisio Bertone lo ha consacrato nella cattedrale di San Giustino di Chieti il 26 aprile successivo.
Successivamente ha presentato le sue dimissioni chiedendo di essere trasferito per problemi di salute, dovuti essenzialmente all'elevata altitudine della capitale boliviana. Il 21 novembre 2008 è quindi stato sostituito da Giambattista Diquattro, fino ad allora nunzio apostolico a Panama.
Il 24 settembre 2009 Benedetto XVI lo ha nominato delegato per le Rappresentanze Pontificie, un ruolo influente in particolare per quanto riguarda le nomine e gli spostamenti dei nunzi.
Il 7 dicembre 2015 papa Francesco lo ha nominato nunzio apostolico in Serbia. In questa veste ha partecipato alle visite in Vaticano da parte dei ministri del Kosovo, paese non riconosciuto dalla Santa Sede.
Il 10 aprile 2018 ha incontrato il patriarca della Chiesa ortodossa serba Ireneo per gli auguri pasquali, segno dello spirito di collaborazione tra tale giurisdizione canonica autocefala e la Santa Sede anche dopo la fumata nera della commissione mista cattolico-ortodossa sulla vita del cardinale Alojzije Viktor Stepinac, martire dal regime comunista jugoslavo, la cui eventuale canonizzazione è osteggiata dagli ortodossi.
Nel giugno 2018, commentando la visita del cardinale Pietro Parolin in Serbia e Montenegro, primo segretario di stato vaticano nei due Paesi ex jugoslavi, ha auspicato un progressivo miglioramento dei rapporti con la Chiesa ortodossa locale che possa aprire la strada a una visita del Santo Padre in Serbia.
Il 13 maggio 2022 papa Francesco lo ha nominato nunzio apostolico in Bulgaria e, il successivo 21 maggio, nunzio apostolico in Macedonia del Nord.

## Genealogia episcopale
La genealogia episcopale è:
- Cardinale Scipione Rebiba
- Cardinale Giulio Antonio Santori
- Cardinale Girolamo Bernerio, O.P.
- Arcivescovo Galeazzo Sanvitale
- Cardinale Ludovico Ludovisi
- Cardinale Luigi Caetani
- Cardinale Ulderico Carpegna
- Cardinale Paluzzo Paluzzi Altieri degli Albertoni
- Papa Benedetto XIII
- Papa Benedetto XIV
- Cardinale Enrico Enriquez
- Arcivescovo Manuel Quintano Bonifaz
- Cardinale Buenaventura Córdoba Espinosa de la Cerda
- Cardinale Giuseppe Maria Doria Pamphilj
- Papa Pio VIII
- Papa Pio IX
- Cardinale Gustav Adolf von Hohenlohe-Schillingsfürst
- Arcivescovo Salvatore Magnasco
- Cardinale Gaetano Alimonda
- Cardinale Agostino Richelmy
- Vescovo Giuseppe Castelli
- Vescovo Gaudenzio Binaschi
- Arcivescovo Albino Mensa
- Cardinale Tarcisio Bertone, S.D.B.
- Arcivescovo Luciano Suriani